# Manuel Cerdà Pérez
Manuel Cerdà Pérez (Muro d'Alcoi, 1954) és un historiador i escriptor espanyol.

## Biografia
Estudià Filosofia i Lletres (secció Història) a la Universitat de València, on es llicencià, i feu el doctorat a la Universitat de Barcelona. Fou director del Servei de Publicacions de la Diputació de València (1981-1989), que creà. També fundà i dirigí el Centre d'Estudis d'Història Local (1989-1995), entitat lligada a la Diputació de València l'objectiu de la qual era promoure la historiografia local i la seua renovació historiogràfica. Especialment rellevants foren els tres col·loquis Internacionals d'història local que es dugueren a terme: “L'espai viscut” (1988), “Els espais del mercat” (1991) i “Història local i societat” (1993). Les actes dels tres foren editades pel Centre: les dels dos primers en la col·lecció “Història local” i el tercer a la revista Taller d'història, la qual, com el Centre, desaparegué després de les eleccions municipals de 1995, que donaren la victòria al Partit Popular. Entre 1997 i 2011 fou professor del departament d'Història de l'Art de la Universitat de València i, en l'actualitat, és tècnic del Museu Valencià d'Etnologia.
El seu llibre Arqueología industrial de Alcoi (1980), escrit amb R. Aracil y M. García Bonafé, fou la primera obra publicada en Espanya sobre arqueologia industrial, disciplina en la qual ha realitzat nombrosos treballs d'investigació i publicat, a més del llibre citat, Enciclopedia Valenciana de Arqueología Industrial (1995), obra col·lectiva que codirigí amb Mario García Bonafé, “una referència obligada per a l'estudi d'aquesta disciplina”, i Arqueología industrial: teoría y práctica (2008). Aquest últim llibre es una síntesi de les seues investigacions, que han desembocat en una metodologia pròpia a partir de les distintes excavacions arqueològiques-industrials que ha dirigit, aspecte en què és pioner. Entén l'arqueologia industrial com un mètode més de la investigació històrica, per la qual cosa defensa que els historiadors de l'època contemporània haurien d'estar també formats en l'ús i tractament del registre material com a font imprescindible i objectiva. Aquest posicionament l'apropa a la forma britànica d'entendre la disciplina, sent la seua proposta de delimitar cronològicament el seu estudi al moment precís del procés de la industrialització en què la societat estableix una nova manera d'organització a partir de les relacions entre capital i treball, com a resultat de la concentració fabril i la consegüent separació entre productor i producte, assumida per l'English Heritage en la seua Declaració sobre la política a seguir al respecte.
Ha estat també membre fundador i president de l'Associació Valenciana d'Arqueologia Industrial (AVAI), la qual es creà arran la celebració d'unes jornades sobre teoria i mètode de la disciplina que organitzà el Centre Alcoià d'Estudis Històrics i Arqueològics a Alcoi el 1988. L'AVAI i el Centre dugueren a terme dos congressos Internacionals d'arqueologia industrial el 1990 (Alcoi) y el 1994 (Sagunt).
És també autor d'altres llibres d'història, com ara Lucha de clases e industrialización (1980), Els moviments socials al País Valencià (1982) i Historia fotográfica del socialismo español (1983), aquest últim –un volum amb 600 fotografies que recullen els esdeveniments personals i situacions polítiques més destacades del socialisme històric espanyol entre 1868 y 1939 – amb M. García Bonafé y J.A. Piqueras.
Com a autor polifacètic que és, està així mateix força interessat per la divulgació històrica i, per a Editorial Prensa Valenciana ha dirigit, alhora que col·laborat com a autor, Historia del pueblo valenciano (1988) –obra en fascicles que es distribuí a través del diari Levante-EMV amb la què aquest superà els cent mil exemplars de tirada –; Diccionario histórico de la Comunidad Valenciana (1992), 2 vols.; la guia cultural 52 Fines de semana. Rincones de la Comunidad Valenciana (2003), y Gran Enciclopedia de la Comunidad Valenciana (2005-2008), obra que consta de 18 volums en la qual col·laboraren més de dos-cents especialistes i assolí una difusió de cinquanta mil exemplars.
Ha escrit, també, el llibre (il·lustrat) per a xiquets Jaume I (1982, reedició 1988) i, en els últims anys, es dedica sobretot a la novel·la, gènere en què ha publicat El viaje (2014), El corto tiempo de las cerezas (2016) –novel·la ambientada històricament en el segle XIX– y Adiós, mirlo, adiós (Bye Bye Blackbird) (2016), seqüela de l'anterior i centrada en els anys que van del final de la Primera Mundial a la caiguda del Mur de Berlín, “una novel·la plena de reflexions y anàlisis summament interessants sobre el que ha estat el segle que ens ha conduït fins aquí, fins a aquest altre segle, fins aquest altre món”.
El 2020 va publicar El hoyo, una novel·la que la crítica ha dit que és “Una creación a la altura de los más reconocidos de la literatura contemporánea. […] Una joya literaria de esas con las que tropiezas de vez en cuando”, “una pequeña gran obra de culto que estaba esperando hacía tiempo”, “un desafío a la inteligencia y me atrevería a decir que ese ‘hoyo’ […] es como un espejo al cual nos asomamos y nos devuelve lo que realmente somos. […], “Un libro extremadamente inteligente y, además, escrito por alguien valiente, que lo ha escrito de forma y manera que no se ha fijado absolutamente en cómo escriben los demás, por dónde corre el agua o el viento”.
El seu darrer llibre publicat, Classe obrera i industrializació. Alcoi: El Petrolio (2023), reprèn la investigació històrica. Es tracta d'una reescriptura ampliada del llibre de 1980 Lucha de clases e industrialización. La formación de una conciencia de clase en una ciudad obrera del País Valencià (Alcoi: 1821-1873), Valencia, Almudín, 1980, en què se centra especialment en els fets esdevinguts el juliol de 1873 a Alcoi, coneguts com el Petrolio.

## Obres. Títols publicats
Història. Principals publicacions:
- Arqueología industrial de Alcoi (amb Rafael Aracil y Mario García Bonafé). Alcoi: Ayuntamiento de Alcoi, 1980. ISBN 978-84-300-2243-4.
- Lucha de clases e industrialización. La formación de una conciencia de clase en una ciudad obrera del País Valencià (Alcoi: 1821-1873). València: Almudín, 1980. ISBN 978-84-300-2364-6.
- Els moviments socials al País Valencià. València: Institució Alfons el Magnànim, 1981. ISBN 978-84-00-04804-4.
- Historia fotográfica del socialismo español. València: Institución Alfonso el Magnánimo, 1984. ISBN 978-84-505-0750-8.
- Historia del pueblo valenciano (dir.). València: Editorial Prensa Valenciana, 1988, 3 vols. ISBN 978-84-404-3763-1.
- Diccionario histórico de la Comunidad Valenciana (dir.). València: Editorial Prensa Valenciana, 1992, 2 vols. ISBN 978-84-87502-30-9.
- Enciclopedia valenciana de Arqueología Industrial (codirecció amb Mario García Bonafé). València: Edicions Alfons el Magnànim-IVEI / Associació Valenciana d'Arqueologia Industrial, 1995. ISBN 978-84-7822-163-9.
- Gran Enciclopedia de la Comunidad Valenciana (dir.), València: Editorial Prensa Valenciana, 2005-2008, 18 vols. ISBN 978-84-87502-47-7.
- Arqueología industrial: teoría y práctica. València: Publicacions de la Universitat de València, 2008. ISBN 978-84-370-7203-6.
- Clase obrera e industrialización. Alcoi: El Petrolio. Valencia: EdA, 2023.ISBN 978-84-09-51620-9

Novel·la:
- El viaje. València: EdA, 2014. ISBN 978-84-616-7399-5.
- El corto tiempo de las cerezas. València: EdA, 2015. ISBN 978-84-606-9037-5.
- Adiós, mirlo, adiós (Bye Bye Blackbird). València: EdA, 2016. ISBN 978-84-617-4335-3.
- Tiempos de cerezas y adioses. Valencia: EdA, 2018. ISBN 978-1981478903.
- Prudencio Calamidad. Valencia: EdA, 2018. [[:es:Especial:FuentesDeLibros/9781977764133|ISBN 978-1977764133]]
- El hoyo. Valencia: EdA, 2020. [[:es:Especial:FuentesDeLibros/9781977764133|ISBN 978-1977764133]]